# Orde van José Matias Delgado

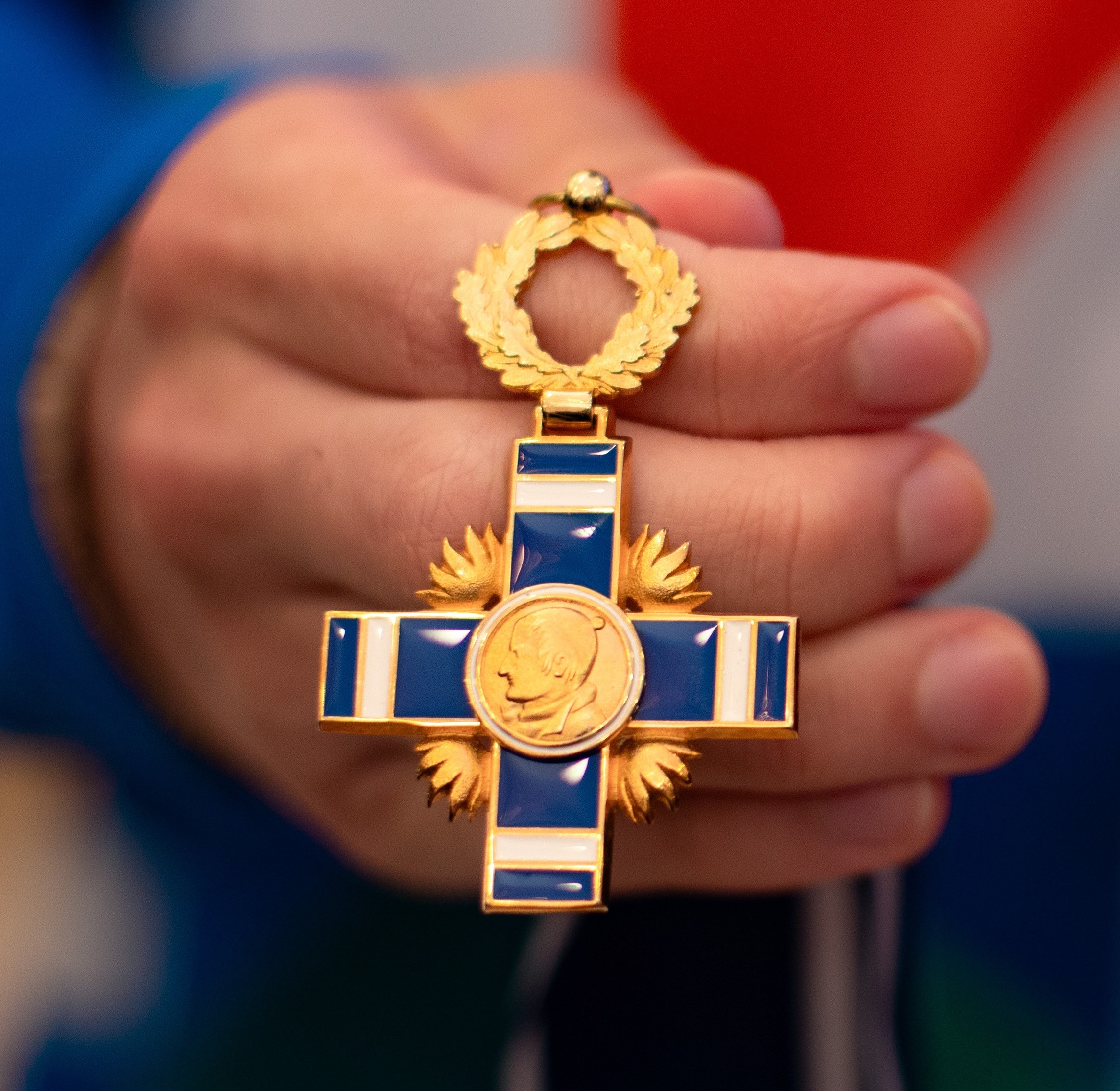
Orde van José Matias Delgado

De Salvadoraanse Orde van José Matias Delgado werd op 14 augustus 1946 voor "verdienste voor de mensheid, kunst, literatuur, wetenschap, kunst, strijdkrachten en politiek" ingesteld. Deze ridderorde kent behalve de in het internationale diplomatieke verkeer gebruikelijke vijf graden een tweede grootkruis.
De priester José Matias Delgado (1767 - 1832) is de Salvadoraanse "Vader des Vaderlands".

## De graden van de orde
- Grootkruis met gouden ster

De grootkruisen dragen het kleinood van de orde aan een grootlint op de linkerheup en de gouden ster van de orde op de linkerborst
- Grootkruis met zilveren ster

De grootkruisen dragen het kleinood van de orde aan een grootlint op de linkerheup en de zilveren ster van de orde op de linkerborst
- Grootofficier

De Grootofficieren, dragen een kleinood aan een lint om de hals en de ster van de Orde. 
- Commandeur

De Commandeur draagt een groot uitgevoerd kleinood van de Orde aan een lint om de hals. 
- Officier

De Officier draagt een kleinood aan een lint met een rozet op de linkerborst. 
- Ridder

De Ridder draagt een kleinood aan een lint op de linkerborst.Bij de ridder is in het kleinood geen goud verwerkt.

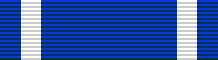
Baton van de Orde van José Matias Delgado.

## De versierselen
Het kleinood is een kruis met een gouden medaillon waarop José Matias Delgado in goud is afgebeeld. De armen zijn blauw met een smalle witte streep overdwars. In de armen van het kruis zijn kleine gouden vlammen bevestigd. De verhoging is een gouden lauwerkrans. De ster heeft acht punten. Het kruis, zonder de krans, is op de ster gelegd.
Het lint is blauw.

## Bekende dragers
- Camilo José Cela, (Grootofficier)
- Ban Ki-moon, (Grootkruis met zilveren ster)
- Tsai Ing-wen, (Grootkruis met gouden ster)
- José Gustavo Guerrero, (Grootkruis met gouden ster)
- Michael D. Higgins, (Grootkruis met gouden ster)